# Clasificación para la Copa Africana de Naciones 1965
La Clasificación para la Copa Africana de Naciones 1965 se llevó a cabo entre los meses de febrero y septiembre de 1965 y que otorgaba 4 plazas para la fase final del torneo a disputarse en Túnez.
A la fase final del torneo ya estaban clasificados Ghana como el campeón de la edición anterior y Túnez como el país organizador.

## Resultados

### Zona 1
Egipto clasificó automáticamente luego de que Marruecos y Nigeria abandonaron la eliminatoria.

### Zona 2
| País    | J             | G             | E             | P             | GF            | GC            | GD            | PTS           |
| ------- | ------------- | ------------- | ------------- | ------------- | ------------- | ------------- | ------------- | ------------- |
| Etiopía | 4             | 3             | 0             | 1             | 6             | 3             | +3            | 6             |
| Sudán   | 4             | 3             | 0             | 1             | 9             | 4             | +5            | 6             |
| Uganda  | 4             | 0             | 0             | 4             | 3             | 11            | -8            | 0             |
| Kenia   | Descalificado | Descalificado | Descalificado | Descalificado | Descalificado | Descalificado | Descalificado | Descalificado |

| Equipo 1 | Resultado | Equipo 2 |
| -------- | --------- | -------- |
| Kenia    | 3-2       | Etiopía  |
| Uganda   | 1-2       | Etiopía  |
| Etiopía  | 2-0       | Uganda   |
| Sudán    | 2-1       | Etiopía  |
| Etiopía  | 1-0       | Sudán    |
| Uganda   | 1-3       | Sudán    |
| Sudán    | 4-1       | Uganda   |

### Zona 3
| País               | J | G | E | P | GF | GC | GD | PTS |
| ------------------ | - | - | - | - | -- | -- | -- | --- |
| Costa de Marfil    | 4 | 3 | 0 | 1 | 9  | 4  | +5 | 6   |
| Congo-Léopoldville | 4 | 2 | 0 | 2 | 8  | 8  | 0  | 4   |
| Liberia            | 4 | 1 | 0 | 3 | 4  | 9  | -5 | 2   |

| Equipo 1           | Resultado | Equipo 2           |
| ------------------ | --------- | ------------------ |
| Costa de Marfil    | 2-0       | Congo-Léopoldville |
| Liberia            | 0-1       | Costa de Marfil    |
| Liberia            | 2-1       | Congo-Léopoldville |
| Congo-Léopoldville | 4-2       | Costa de Marfil    |
| Congo-Léopoldville | 3-2       | Liberia            |
| Costa de Marfil    | 4-0       | Liberia            |

### Zona 4
| País    | J | G | E | P | GF | GC | GD | PTS |
| ------- | - | - | - | - | -- | -- | -- | --- |
| Senegal | 4 | 3 | 0 | 1 | 8  | 4  | +4 | 6   |
| Guinea  | 4 | 2 | 0 | 2 | 6  | 6  | 0  | 4   |
| Malí    | 4 | 1 | 0 | 3 | 4  | 8  | -4 | 2   |

| Equipo 1 | Resultado | Equipo 2 |
| -------- | --------- | -------- |
| Senegal  | 2-0       | Guinea   |
| Guinea   | 3-1       | Senegal  |
| Malí     | 0-2       | Senegal  |
| Senegal  | 3-1       | Malí     |
| Malí     | 2-1       | Guinea   |
| Guinea   | 2-1       | Malí     |

## Abandono de Egipto
Egipto decidió no participar en el torneo a causa de las malas relaciones diplomáticas que tenía con Túnez (sede del torneo). Primero se decidió que Sudán (segundo lugar de la Zona 2) tomara su lugar en el torneo, pero decidieron no participar, por lo que el lugar de Egipto fue ocupado por Congo-Léopoldville (segundo lugar de la Zona 3), quien se suponía que iba a enfrentar a Guinea (segundo lugar de la Zona 4) en un partido de playoff a jugarse en Acra, Ghana el 31 de octubre, pero Guinea abandonó el torneo, por lo que Congo-Léopoldville clasificó al torneo.